# Imatra
Imatra is een gemeente en stad in het Finse landschap Etelä-Karjala, gelegen aan de Vuoksi in de buurt van de Fins-Russische grens. De gemeente heeft een landoppervlakte van 154,99 km² en telt 25.208 inwoners (2022). 
Imatra ontstond in 1948 uit drie industriële nederzettingen: Tainionkoski, Imatrankoski en Vuoksenniska. Nog steeds bestaat de stad uit verschillende kernen. De meeste voorzieningen bevinden zich in het stadsdeel Mansikkala, dat in de jaren zestig werd gebouwd. In 1971 kreeg Imatra de status van stad. Imatra is een belangrijke industriestad gebleven: Ovako heeft er een staalfabriek en Stora Enso twee papierfabrieken.
Imatra is buiten Finland vooral bekend van de nabijgelegen stroomversnelling Imatrankoski, een van de oudste toeristische bestemmingen van Europa.
Vlak bij Imatra bevindt zich een drukke grensovergang met Rusland. Er is veel woon-werkverkeer tussen Imatra en het Russische Svetogorsk, het voormalige Enso.

## Zustersteden
Imatra onderhoudt jumelages met de volgende steden:
- Ludvika (Zweden)
- Salzgitter (Duitsland)
- Zvolen (Slowakije)
- Tichvin (Rusland)
- Szigetvár (Hongarije)
- Narva-Jõesuu (Estland)

## Geboren in Imatra
- Jarmo Sandelin (1967), Zweeds golfer

Imatra · Lappeenranta · Lemi · Luumäki · Parikkala · Rautjärvi · Ruokolahti · Savitaipale · Taipalsaari
Voormalige gemeenten:
Joutseno · Lappee · Lauritsala · Nuijamaa · Saari · Simpele · Suomenniemi · Uukuniemi · Ylämaa